# Bechgaard盐

常见结构单元四硫富瓦烯（TTF）

Bechgaard盐是一类在低温下具超导性的电荷迁移配合物的统称，它得名于丹麦化学家Klaus Bechgaard。多数Bechgaard盐的转变温度都较低，在1-2K以上失去超导性。最高的转变温度可达12K。
Bechgaard盐中均含一个平面的小分子作电子供体，还有一个物种作电子受体，如高氯酸根或四氰乙烯。供体具多共轭的平面杂环体系，电离能低，分子间亦有较好的杂原子轨道的重叠，作为导电的基础。而且Bechgaard盐中都有一个基于四硫富瓦烯的环系，要么是直接用四硫富瓦烯环，通过调取代基来改变供电子能力，要么是用其他氧族元素代替硫成环，如四硒富瓦烯。